# Споразум из Анделоа
Споразум из Анделоа је био споразум који су 28. новембра 587. године потписали Гунтрам од Бургундије и краљица Брунхилда од Аустрасије у Андело Бланшвилу. Према овом споразуму, Брунхилда је пристала да Гунтрам усвоји њеног сина, Хилдеберта као свог наследника и да склопи савез са Хилдебертом против побуњених властелина. Гргур Турски је написао у својој Историји Франака да је овим споразумом Гунтрам даровао Тур Хилдеберту. Споразум је склопљен написмено, а Гргур је сачувао текст у својој историји.